# 威拉德·赖斯
威拉德·赖斯（英語：Willard Rice，1895年4月21日—1967年7月21日），美国男子冰球运动员，场上位置是前锋。他曾代表美国国家队参加1924年冬季奥林匹克运动会冰球比赛，获得一枚银牌。